# Black Tie White Noise
Albums de David Bowie
Early On (1964–1966)
(1991) The Buddha of Suburbia
(1993)
Black Tie White Noise est le dix-huitième album studio de l'artiste britannique David Bowie, paru le 5 avril 1993 chez Savage Records aux États-Unis et Arista Records au Royaume-Uni. Conçu à la suite de la dissolution du groupe de rock de Bowie Tin Machine et de son mariage avec le mannequin Iman, il a été enregistré tout au long de 1992 entre les studios de Montreux, Los Angeles et New York. Bowie a coproduit avec son collaborateur de Let's Dance (1983) Nile Rodgers, qui a exprimé son mécontentement à l'égard du projet au cours des décennies suivantes. L'album présente plusieurs apparitions d'invités, dont les anciens collaborateurs Mike Garson et Mick Ronson, et les nouveaux arrivants Lester Bowie et Chico O'Farrill.
Inspiré pour écrire la chanson titre après avoir été témoin des émeutes de Los Angeles en 1992, Black Tie White Noise a pour thèmes l'harmonie raciale et le mariage de David avec Iman. Il comporte le jeu du saxophone de Bowie mis en avant et une grande variété de styles musicaux, de l'art rock, de l'électronique et de la soul aux influences jazz, pop et hip-hop. Il contient également plusieurs versions instrumentales et reprises. Le premier single de l'album Jump They Say fait allusion au demi-frère de Bowie, Terry, décédé en 1985.
Sorti au début de l'essor de la Britpop au Royaume-Uni, Black Tie White Noise a d'abord reçu des critiques favorables de la part des critiques musicaux, qui ont loué son expérimentation mais ceux-ci ont critiqué son manque de cohésion. Il a fait ses débuts au numéro un du UK Albums Chart , chacun de ses trois singles atteignant le top 40 britannique. Sa promotion en Amérique a été bloquée après la dissolution de Savage Records, ce qui a entraîné la rareté de l'album jusqu'aux rééditions ultérieures. Au lieu de partir en tournée, Bowie a sorti un film d'accompagnement du même nom pour le soutenir.
Malgré des évaluations mitigées (voire négatives) de la part des critiques au cours des décennies suivantes, Black Tie White Noise a marqué le début du renouveau artistique et commercial, retrouve le chemin de l'expérimentation musicale et a amélioré sa position critique après les échecs successifs des albums Tonight (1984), Never Let Me Down (1987) et du projet Tin Machine (1988-1992). Un CD-ROM interactif basé sur l'album est sorti en 1994. Il a été réédité par EMI en 2003 et remasterisé en 2021 dans le cadre du coffret Brilliant Adventure (1992–2001).

## Histoire

### Contexte
Pour la plupart des médias, le dernier album de Tin Machine (le live Oy Vey, Baby) sonne comme la fin de David Bowie. En sortant des albums plus commerciaux, moins expérimentaux, Bowie s'est, à la fin des années 1980, fait dépasser par ses fans au niveau musical. Malgré de très bonnes relations avec son fils Zowie (devenu Joe puis Duncan) Bowie a des difficultés avec sa vie sentimentale et affective. Après avoir fréquenté une danseuse de la tournée Glass Spider Tour (à peine plus âgée que son fils), il se retrouve seul.
L'expérience Tin Machine va lui redonner l'envie de faire de la musique. Entre les deux premiers albums de Tin Machine, David Bowie décide à la surprise générale de se lancer dans une grande tournée pour dit-il « rejouer une dernière fois ses plus grands succès ». La tournée Sound + Vision est un succès qui démontre que Bowie dispose toujours d'un public fidèle. David Bowie se lie d'amitié avec le guitariste du groupe, Reeves Gabrels, qui collaborera avec lui jusqu'en 1999. Début 1990, David Bowie rencontre sa future épouse Iman, ex-mannequin qui possède alors une marque de cosmétique.

### Enregistrement
Pour cet album, Bowie rappelle Nile Rodgers, le producteur de Let's Dance son plus gros succès dix ans auparavant. Pour lui, il s'agit de réaliser son album de mariage. Il sera également marqué par les émeutes de Los Angeles comme le prouve la chanson qui donnera son titre au CD, Black Tie White Noise. L'album se distingue par la présence de cuivres. Bowie est épaulé par la trompette de Lester Bowie et du piano de Mike Garson. Le chanteur joue lui même les parties de saxophone.
Le premier single, Jump They Say, est basé sur le suicide de son demi-frère ainsi que sur les voix qu'il entendait lors de sa période cocaïnomane. The Wedding représente en fait la première et la dernière chanson dans ses deux versions, instrumentale puis chanté. Le ton est varié et parfois assez terrifiant comme sur la reprise Nite Flights et la quasi-instrumentale Pallas Athena (dont le remix fut, à la même époque, un succès dans les clubs américains).

### Parution et accueil
Black Tie White Noise sorti en 1993 n'est pas un triomphe mais réalise des ventes honorables. Il se hisse à la première place des charts au Royaume-Uni.
Malgré son succès mitigé cet album est considéré comme la résurrection musicale de Bowie, alors quasiment has-been au début des années 90.
En 2003, une version étendue deux CD et un DVD comprenant ces deux supports voit le jour avec un CD bonus. En décembre de la même année sort un DVD reprenant les clips, des séquences en studio et des interviews.
L'album fut précédé en août 1992 du simple Real Cool World, extrait de la bande originale du film Cool World.

## Fiche technique

### Chansons
Toutes les chansons sont écrites et composées par David Bowie, sauf mention contraire.
| 1.  | The Wedding (uniquement présente sur les versions CD et K7)                   |                                     | 5:04 |
| 2.  | You've Been Around                                                            | David Bowie, Reeves Gabrels         | 4:45 |
| 3.  | I Feel Free                                                                   | Jack Bruce, Pete Brown              | 4:52 |
| 4.  | Black Tie White Noise                                                         |                                     | 4:52 |
| 5.  | Jump They Say                                                                 |                                     | 4:22 |
| 6.  | Nite Flights                                                                  | Scott Walker                        | 4:30 |
| 7.  | Pallas Athena                                                                 |                                     | 4:40 |
| 8.  | Miracle Goodnight                                                             |                                     | 4:14 |
| 9.  | Don't Let Me Down & Down                                                      | Tahra Mint Hembara, Martine Valmont | 4:55 |
| 10. | Looking for Lester (uniquement présente sur les versions CD et K7)            | David Bowie, Nile Rodgers           | 5:36 |
| 11. | I Know It's Gonna Happen Someday                                              | Morrissey, Mark E. Nevin            | 4:14 |
| 12. | The Wedding Song                                                              |                                     | 4:29 |
| 13. | Jump They Say (Alternate Mix) (uniquement présente sur les versions CD et K7) |                                     | 3:58 |
| 14. | Lucy Can't Dance (uniquement présente sur la version CD)                      |                                     | 5:45 |

Black Tie White Noise a été réédité en 2003 à l'occasion du dixième anniversaire de sa sortie dans une édition de luxe comprenant un deuxième CD principalement composé de remixes.
| 1.  | Real Cool World                                     |                                                                               | 5:27 |
| 2.  | Lucy Can't Dance                                    |                                                                               | 5:48 |
| 3.  | Jump They Say (Rock Mix)                            | Randy Staub (en)                                                              | 4:04 |
| 4.  | Black Tie White Noise (3rd Floor US Radio Mix)      | Jeremy « DJ Digit » Cowan et Raul « DJ EFX » Recinos, Marc « Funkyman » Paley | 3:40 |
| 5.  | Miracle Goodnight (Make Believe Mix)                | Tony Maserati (en)                                                            | 4:28 |
| 6.  | Don't Let Me Down & Down (Indonesian Vocal Version) |                                                                               | 4:53 |
| 7.  | You've Been Around (Dangers 12" Mix)                | Jack Dangers (en)                                                             | 7:39 |
| 8.  | Jump They Say (12" Remix)                           | Brothers in Rhythm                                                            | 8:22 |
| 9.  | Black Tie White Noise (Here Come Da Jazz)           | Nile Rodgers                                                                  | 5:32 |
| 10. | Pallas Athena (Don't Stop Praying Remix No. 2)      | Meat Beat Manifesto                                                           | 7:26 |
| 11. | Nite Flights (Back to Basics Remix)                 | Moodswings (en)                                                               | 9:52 |
| 12. | Jump They Say (Dub Oddity)                          | Leftfield                                                                     | 6:18 |

### Interprètes
- David Bowie : chant, guitare, saxophone, Dog alto
- Nile Rodgers : guitare, production
- Mick Ronson : guitare sur I Feel Free
- Reeves Gabrels : guitare sur You've Been Around
- John Regan : basse
- Barry Campbell : basse
- Richard Hilton, Dave Richards, Philippe Saisse, Richard Tee : claviers
- Pugi Bell, Sterling Campbell : batterie
- Gerado Velez : percussions
- Fonzi Thorton, Tawatha Agee, Curtis King, Jr., Dennis Collins, Brenda White-King, Maryl Epps, Frank Simms, George Simms, David Spinner, Lamya Al-Mughiery, Connie Petruk, Nile Rodgers : chœurs sur I Know It's Gonna Happen Someday
- Lester Bowie : trompette sur You've Been Around, Jump They Say, Pallas Athena, Don't Let Me Down & Down, Looking For Lester
- Michael Reisman : harpe, carillon tubulaire, arrangements des cordes